# Кастроп-Рауксел
Кастроп-Рауксел (њем. Castrop-Rauxel) град је у њемачкој савезној држави Северна Рајна-Вестфалија. Једно је од 10 општинских средишта округа Реклингхаузен. Према процјени из 2010. у граду је живјело 76.277 становника. Посједује регионалну шифру (AGS) 5562004, NUTS (DEA36) и LOCODE (DE CRL) код.

## Географски и демографски подаци
Кастроп-Рауксел се налази у савезној држави Северна Рајна-Вестфалија у округу Реклингхаузен. Град се налази на надморској висини од 98 метара. Површина општине износи 51,7 km². У самом граду је, према процјени из 2010. године, живјело 76.277 становника. Просјечна густина становништва износи 1.477 становника/km².

## Међународна сарадња
| Мјесто    | Држава               | Врста сарадње | Од    |
| --------- | -------------------- | ------------- | ----- |
| Нова Руда | Пољска               | партнерство   | 1991. |
| Вејкфилд  | Уједињено Краљевство | партнерство   | 1949. |
| Куопио    | Финска               | партнерство   | 1965. |
| Венсен    | Француска            | партнерство   | 1961. |
| Извор     |                      |               |       |